# Ulf Kirsten
Ulf Kirsten (Riesa, Njemačka, 4. prosinca 1965.) je bivši njemački nogometaš koji je igrao na poziciji napadača. Kirsten je prvi čovjek u njemačkoj nogometnoj povijesti koji je skupio stotinu nastupa igrajući za dvije različite reprezentacije: Istočnu Njemačku i SR Njemačku.

## Karijera

### Klupska karijera
Tijekom cijele svoje klupske karijere, Kirsten je igrao za svega dva kluba: Dynamo Dresden i Bayer Leverkusen. Tijekom igračkog razdoblja u Istočnoj Njemačkoj, Kirsten je s dresdenskim Dynamom osvojio dva prvenstva DDR-a te dva kupa dok je u sezoni 1989./90. proglašen najboljim igračem prvenstva. Njegov stil igre se uspoređivao s Gerdom Müllerom.
Nakon njemačkog ujedinjenja, postao je prvi istočnonjemački igrač koji je prešao u Bundesligu. Tamo je kao član Bayer Leverkusena odigrao 350 prvenstvenih utakmica te je sa 182 postignuta pogotka svrstan na 5. mjesto liste najboljih bundesligaških strijelaca svih vremena. Tako je 1993., 1997. i 1998. bio najbolji strijelac Bundeslige, 1994. u Kupu pobjednika kupova a 1995. u Kupu UEFA.
Iako je smatran jednim od najboljih napadača Bundeslige, njegov Bayer je uvijek bio drugi u prvenstvu, uvijek u sjeni Bayern Münchena ili Borussije Dortmund. Najveće uspjehe s klubom je ostvario 1993. kada je osvojen DFB-Pokal te u predzadnjoj sezoni karijere (2001./02.) kada je s Bayerom igrao finale Lige prvaka protiv madridskog Reala.

### Reprezentativna karijera
Kirsten je rođen u mjestu Riesa koje je tada bilo dio Istočne Njemačke te je tamo igrao u U21 i seniorskoj reprezentaciji. Padom berlinskog zida i ujednjenjem Njemačke 1990. godine, Kirsten je postao članom njemačke reprezentacije za koju je igrao od 1990. do 2000. U tom razdoblju je s nacionalnim sastavom nastupao na dva svjetska (SAD 1994. i Francuska 1998.) te jednom europskom (Nizozemska / Belgija 2000.) prvenstvu.

### Trenerska karijera
Završivši igračku karijeru u Bayer Leverkusenu, Kirsten je u klubu radio kao asistent glavnom treneru Klausu Augenthaleru (2003. – 2005.). Nakon toga je šest godina trenirao Bayerovu rezervnu momčad.

## Osvojeni trofeji

### Klupski trofeji
| Klub             | Trofej           | Sezona / godina  |
| Istočna Njemačka | Istočna Njemačka | Istočna Njemačka |
| ---------------- | ---------------- | ---------------- |
| Dynamo Dresden   | Kup DDR-a        | 1985.            |
| Dynamo Dresden   | Prvenstvo DDR-a  | 1988./89.        |
| Dynamo Dresden   | Prvenstvo DDR-a  | 1989./90.        |
| Dynamo Dresden   | Kup DDR-a        | 1990.            |
| Njemačka         |                  |                  |
| Bayer Leverkusen | Njemački kup     | 1993.            |

### Individualni trofeji
| Trofej                                | Godina    |
| ------------------------------------- | --------- |
| Istočnonjemački nogometaš godine      | 1989./90. |
| EFFIFU nagrada za najboljeg strijelca | 1999./00. |

## Privatni život
Ulf Kirsten ima sina Benjamina koji je golman u očevom bivšem klubu Dynamo Dresdenu.

## Vanjske poveznice
- Profil igrača na Fussball Daten.de
- Leverkusen.com